# Camellia tonkinensis
Camellia tonkinensis är en tvåhjärtbladig växtart som först beskrevs av Charles-Joseph Marie Pitard, och fick sitt nu gällande namn av Cohen-stuart. Camellia tonkinensis ingår i släktet Camellia och familjen Theaceae. Inga underarter finns listade i Catalogue of Life.